# Obița
Obița románul: Obița, falu Romániában, a Bánságban, Krassó-Szörény megyében.

## Fekvése
Somosréve (Cornereva) mellett fekvő település.

## Története
Obiţa korábban Somosréve (Cornereva) része volt. 1956 körül vált külön településsé 90 lakossal.
1966-ban 80, 1977-ben 77, az 1992-es népszámláláskor 62 román lakosa volt.